# Fenix-Deceuninck
Fenix-Deceuninck ist ein belgisches Radsportteam im Straßenradsport der Frauen mit Sitz in Herentals.

## Organisation und Geschichte
Die Mannschaft wird vom selben Betreiber wie das UCI WorldTeam Alpecin-Deceuninck, nämlich Wielerteam ciclismo Mundial BVBA, geführt. Sie wurde 2020 unter dem Namen Ciclismo Mundial gegründet, von März 2021 bis Ende 2022 war sie unter dem Namen Plantur-Pura registriert. Ab der Saison 2023 fährt das Team mit neuen Sponsoren und unter dem neuen Namen Fenix-Deceuninck an den Start, der die Verbindung zum Männerteam verdeutlicht.
Für die Saison 2023 erhielt das Team auch die letzte freie Lizenz als UCI Women’s WorldTeam und setzte sich dabei gegen das AG Insurance-Soudal Quick-Step Team und das deutsche Ceratizit-WNT Pro Cycling Team durch.

## Platzierungen in UCI-Ranglisten
| UCI World Tour | UCI World Tour | UCI World Tour                 | UCI World Tour |
| Jahr           | Teamwertung    | Einzelwertung                  |                |
| -------------- | -------------- | ------------------------------ | -------------- |
| 2021           | 21.            | Yara Kastelijn (92. )          |                |
| 2022           | 15.            | Yara Kastelijn (47. )          |                |
| 2023           | 10.            | Christina Schweinberger (28. ) |                |
| 2024           | 9.             | Pauliena Rooijakkers (13. )    |                |
|                |                |                                |                |
| Quelle: UCI    |                |                                |                |

| UCI Ranking | UCI Ranking | UCI Ranking                    | UCI Ranking |
| Jahr        | Teamwertung | Einzelwertung                  |             |
| ----------- | ----------- | ------------------------------ | ----------- |
| 2020        | 34.         | Yara Kastelijn (142. )         |             |
| 2021        | 40.         | Yara Kastelijn (187. )         |             |
| 2022        | 12.         | Julie De Wilde (50. )          |             |
| 2023        | 9.          | Christina Schweinberger (12. ) |             |
| 2024        | 11.         | Puck Pieterse (31. )           |             |
|             |             |                                |             |
| Quelle: UCI |             |                                |             |

## Mannschaft 2025
| Teamkader 2025             | Teamkader 2025     | Teamkader 2025         | Teamkader 2025                           |
| Name                       | Geburtsdatum       | Land                   | Vorheriges Team                          |
| -------------------------- | ------------------ | ---------------------- | ---------------------------------------- |
| Ceylin del Carmen Alvarado | 6. August 1998     | Niederlande            | Fenix-Deceuninck (2024)                  |
| Sara Casasola              | 29. November 1999  | Italien                | Hess Cycling Team (2024)                 |
| Millie Couzens             | 29. Oktober 2003   | Vereinigtes Königreich |                                          |
| Julie De Wilde             | 8. Dezember 2002   | Belgien                | Fenix-Deceuninck (2023)                  |
| Yara Kastelijn             | 9. August 1997     | Niederlande            | Fenix-Deceuninck (2023)                  |
| Puck Pieterse              | 13. Mai 2002       | Niederlande            | Fenix-Deceuninck (2023)                  |
| Pauliena Rooijakkers       | 12. Mai 1993       | Niederlande            | Canyon-SRAM Racing (2023)                |
| Carina Schrempf            | 16. Oktober 1994   | Österreich             |                                          |
| Christina Schweinberger    | 29. Oktober 1996   | Österreich             | Multum Accountants (2022)                |
| Marthe Truyen              | 30. September 1999 | Belgien                | Fenix-Deceuninck (2023)                  |
| Aniek van Alphen           | 1. Februar 1999    | Niederlande            | Fenix-Deceuninck Continental (2023)      |
| Xaydée Van Sinaey          | 16. Mai 2005       | Belgien                | Fenix-Deceuninck Development Team (2024) |
| Cecilia van Zuthem         | 27. November 2003  | Niederlande            | WV Schijndel (2022)                      |
| Annemarie Worst            | 19. Dezember 1995  | Niederlande            |                                          |
| Inge van der Heijden       | 12. August 1999    | Niederlande            | Fenix-Deceuninck (2023)                  |
| Flora Perkins              | 16. September 2003 | Vereinigtes Königreich | Fenix-Deceuninck Continental (2023)      |
| Evy Kuijpers               | 15. Februar 1995   | Niederlande            | Human Powered Health (2022)              |
|                            |                    |                        |                                          |
| Quelle: ProCyclingStats    |                    |                        |                                          |